# Cosmia affinella
Cosmia affinella là một loài bướm đêm trong họ Noctuidae.